# George Țucudean
Marius George Țucudean (n. 30 aprilie 1991, Arad, România) este un fost fotbalist român care a jucat pe postul de atacant. La vârsta de 29 de ani, a fost forțat să se retragă din cauza problemelor la inimă.

## Carieră

### UTA Arad
Țucudean și-a început cariera la UTA, unde a jucat timp de 3 ani. După o evoluție bună la UTA,jucătorul a fost vândut la clubul de Liga I Dinamo București.

### Dinamo București

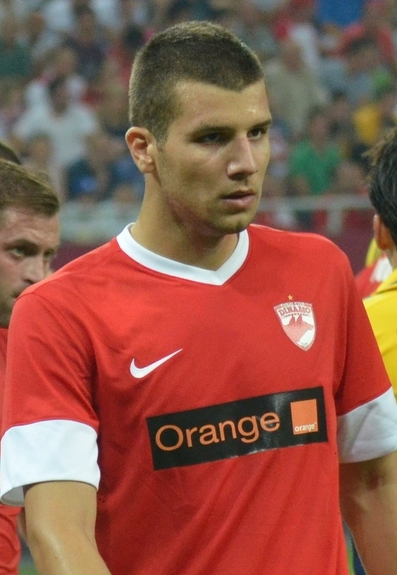
Țucudean with Dinamo București in 2012

A debutat cu Dinamo București pe 1 aprilie 2011 într-un meci împotriva Universitatea Cluj. Țucudean a avut un impact imediat la clubul din capitală, marcând patru goluri din 13 apariții în a doua jumătate a sezonul 2010–11. În campania următoare a jucat 30 de apariții și a marcat patru goluri, înregistrând și debutul său în UEFA Europa League.
Pe 14 iulie 2012, Țucudean a marcat de două ori împotriva CFR Cluj în Supercupa României, cu Dinamo câștigând în cele din urmă trofeul la Loviturile de departajare. A fost numit omul meciului pentru evoluția sa. Cincisprezece zile mai târziu, Țucudean a marcat patru goluri și a oferit un assist în deschiderea Ligii I 2012–13 împotriva CSMS Iași.

### Standard Liège
La 31 ianuarie 2013, Țucudean a fost de acord cu un contract de patru ani și jumătate cu echipa belgiană Standard Liège, unde a fost căutat de antrenorul Mircea Rednic și a fost coechipier cu Adrian Cristea. După ce nu a reușit să marcheze un gol în unsprezece meciuri de ligă, în vara aceluiași an a revenit la Dinamo București cu un împrumut de sezon pe o perioadă lungă de timp.

### Charlton Athletic
Țucudean a semnat un contract de trei ani cu clubul englez Charlton Athletic în iulie 2014. Pe 19 august, el a marcat primul său gol într-o victorie cu 3–2 împotriva Derby County. Al doilea gol al său a venit într-o victorie cu 2–1 împotriva lui Bolton Wanderers pe 21 octombrie, un meci în care i-a dat pasă de gol lui Johnnie Jackson.
Pe 28 ianuarie 2015, el a fost împrumutat cu opțiune de cumpărare către FCSB, rivalul din oraș al fostei sale echipe Dinamo. În perioada petrecută cu Roș-albaștrii, a câștigat Liga I, Cupa României și nou formata Cupa Ligii. S-a întors la Charlton în septembrie, dar în ianuarie anul următor Țucudean a plecat din nou împrumutat pentru a se alătura ASA Târgu Mureș. Contractul său cu Charlton a fost reziliat la 1 iulie 2016.

### Viitorul Constanța
Pe 22 martie 2017, Țucudean a semnat cu Viitorul Constanța.

### CFR Cluj
Țucudean a fost transferat la CFR Cluj de la FC Viitorul la data de 8 ianuarie 2018. El a fost în sezonul 2017-18 cel mai bun marcator al campionatului, poziție pe care a împărțit-o cu atacantul lui FCSB, Harlem Gnohéré, ambii cu 15 goluri. În urma bunei sale etape de-a lungul anului, la sfârșitul lunii noiembrie Țucudean a fost nominalizat la premiul Fotbalistul Anului 2018 al Gazeta Sporturilor'. Pe 21 decembrie, a fost anunțat câștigătorul trofeului.
În sezonul 2018–19, Țucudean tot cu CFR Cluj a reușit să devină din nou golgeterul campionatului, cu 18 goluri.
La scurt timp după începerea sezonului 2019–20, Țucudean s-a retras din fotbal pentru a-și reveni complet după ce a suferit două operații la inimă la începutul anului.

### Cariera internațională
Țucudean este o fostă România sub 17 și sub 19 internațională, care a jucat 3, respectiv 5 meciuri. A marcat trei goluri și pentru echipa sub 21.
El a marcat primul său gol pentru echipa de seniori într-o victorie cu 2–1 în fața Israel, pe 24 martie 2018.

### Viața personală
Țucudean face parte dintr-o familie înstărită, averea lor fiind estimată de presa românească la cifre cuprinse între 80 de milioane de euro și 100 de milioane de euro. Tatăl său, Marius, a fost și un fotbalist care a jucat ca atacant la UTA Arad, dar s-a retras la vârsta de 27 de ani, după ce a fost diagnosticat cu tulburare cardiacă.

## Palmares

### Cluburi
Dinamo București
- Cupa României: 2011–12
- Supercupa României: 2012

Steaua București
- Liga 1: 2014-15
- Cupa Ligii: 2014-15
- Cupa României: 2014-15

Viitorul Constanța
- Liga 1: 2016-17

CFR Cluj
- Liga 1:  2017-18, 2018-19
- Supercupa României: 2018

### Individual
- Gazeta Sporturilor Fotbalistul român al anului: 2018
- Cel mai bun marcator din Liga I: 2017-18, 2018-19